# طريقة باد وسيلينك
طريقة باد وسيلينك هي طريقة لتحديد مسافة نجم متغير قيفاوي الذي اقترحه ولتر باد في عام 1926 وطوره ادريان وسيلينك في عام 1946 في الطريقة الأصلية ، يتم استخدام لون النجم في نقاط مختلفة خلال فترة اختلافه لتحديد سطوع سطحه. بعد ذلك، يمكن حساب القطر الزاوي بمعرفة الحجم الظاهري عند هذه النقاط الزمنية. يتم أيضًا أخذ قياسات السرعة الشعاعية باستخدام مطيافية دوبلر. هذا يسمح للشخص بتحديد السرعة التي يتحرك بها السطح الأمامي للنجم نحونا أو بعيدًا عنا في نقاط مختلفة من الدورة. نظرًا لأن الاختلاف بين هذا ومتوسط السرعة هو مشتق نصف القطر ، نحصل على التباين في نصف القطر. الجمع بين هذا مع التغيير في القطر الزاوي يعطي المسافة. أصبح من الممكن الآن قياس القطر الزاوي للنجم النابض مباشرة باستخدام مقاييس التداخل البصرية ، مما يسمح بقياس أكثر دقة لمسافة النجم. تُعرف هذه التقنية الحديثة باسم طريقة باد وسيلينك الهندسية.
هناك تقنية وثيقة الصلة بالموضوع وهي طريقة الكرة الضوئية الموسعة ، والتي يمكن استخدامها لتحديد المسافة إلى المستعرات الأعظمية من النوع الثاني.